# Шрадер, Вильгельм (педагог)
Генрих Кристиан Вильгельм Шрадер (нем. Heinrich Christian Wilhelm Schrader; 1817, Харбке, — 1907, Галле) — немецкий педагог.
В 1848—1849 годах был членом франкфуртского парламента. Состоял директором гимназии, потом куратором галльского университета.
Главные его труды: «Erziehungs- und Unterrichtslehre für Gymnasien und Realschulen» (5 изданий, Берлин, 1893); «Die Verfassung der höhern Schulen» (3 издания, 1889); «Ideale Entwicklung des deutschen Volkstums» (Берлин, 1880); «Geschichte der Fridrichs-Universität zu Halle» (Галле, 1894).